# Cleverson Freitas
Cleverson Freitas (...) è un ex giocatore di football americano brasiliano, che ha giocato come free safety.